# Buzanada
Buzanada  es una de las entidades de población que conforman el municipio de Arona, en la isla de Tenerife —Canarias—.

## Características
Está situada a unos 7 kilómetros al sureste de la capital municipal, a una altitud media de 256 m s. n. m.
Se halla dividida en los núcleos poblacionales de Barranco Oscuro, El Bebedero, El Bailadero, Benítez, Buzanada y Los Morritos.
Buzanada cuenta con centro social, biblioteca pública, consultorio médico, con el Centro de Educación Infantil y Primaria Buzanada y el Colegio Echeyde III, guardería municipal, con la iglesia parroquial de Ntra. Sra. de la Paz, el campo municipal de fútbol Clementina Bello, farmacia, un parque público, parque infantil, plazas públicas, gasolinera, algunos comercios, bares y restaurantes. Aquí se encuentran también un Punto Limpio y una Planta de Transferencias de Residuos (P.I.R.S.).